# Корнилов, Роман Степанович
Роман Степанович Корнилов (30 марта 1981) — киргизский футболист, нападающий. Выступал за сборную Кыргызстана. Лучший бомбардир чемпионата Кыргызстана 2003 года.

## Биография

### Клубная карьера
Начал взрослую карьеру в 1998 году в клубе первой лиги Кыргызстана «Динамо-Азия-Караван». В 1999 году дебютировал в высшей лиге в составе «СКНГ-Гвардии», затем играл за «Динамо-Манас-СКИФ». В ходе сезона 2000 года перешёл в бишкекское «Динамо» (позднее — «Эркин-Фарм»), с которым завоевал серебряные награды национального чемпионата 2000 года.
Летом 2001 года перешёл в СКА ПВО (позднее — «СКА-Шоро»). В его составе становился чемпионом (2001, 2002), серебряным призёром (2003, 2004, 2005) чемпионата Кыргызстана, обладателем Кубка Кыргызстана (2001, 2002, 2003). В 2003 году стал лучшим бомбардиром чемпионата страны, забив 39 голов, что является лучшим результатом в истории. В 2004 году занял второе место в споре бомбардиров с 25 голами, в 2005 году — четвёртое место с 15 голами.
После расформирования «СКА-Шоро» в 2006 году футболист перешёл в «Дордой-Динамо», где провёл два сезона и в обоих становился чемпионом Кыргызстана, также в 2006 году стал обладателем национального Кубка. На международном уровне — двукратный победитель Кубка президента АФК (2006, 2007), в обоих розыгрышах забивал по 5 голов, а в 2007 году отличился «покером» в ворота тайваньского «Татунга».
В конце карьеры провёл один сезон за «Шер».
Всего в высшей лиге Кыргызстана забил 131 гол.

### Карьера в сборной
В национальной сборной Кыргызстана дебютировал 16 марта 2003 года в матче против Афганистана, заменив на 35-й минуте Нурлана Раджабалиева. В 2006 году принимал участие в Кубке вызова АФК, выходил на поле в двух матчах, а его команда стала бронзовым призёром. Свой единственный гол за сборную забил в своём последнем матче, 9 мая 2008 года в ворота сборной Бангладеш.
Всего в 2003—2008 годах сыграл за сборную Кыргызстана 20 матчей и забил один гол.